# Wet Dream (album)
A Wet Dream Richard Wright (a Pink Floyd billentyűse) első szólólemeze, amely 1978-ban jelent meg. Az album ebben az időben gyakorlatilag teljesen észrevétlen maradt. Az album producere maga Wright volt, ő is írta egy kivételével az összes dalt. 1990-ben Kanadában és az Egyesült Államokban újra kiadták.

## Dalok
Az összes dalt Richard Wright írta, kivéve ahol ezt jeleztük.
1. Mediterranean C – 3:52
2. Against the Odds (Rick & Juliette Wright) – 3:57
3. Cat Cruise – 5:14
4. Summer Elegy – 4:53
5. Waves – 4:19
6. Holiday – 6:11
7. Mad Yannis Dance – 3:19
8. Drop In From the Top – 3:25
9. Pink's Song – 3:28
10. Funky Deux – 4:57

## Közreműködők
- Richard Wright: Zongora, billentyűsök, elektronikus zongora, Hammond-orgona, Oberheim szintetizátor, ének
- Snowy White: gitár
- Larry Steele: basszusgitár
- Reg Isadore: dob, ütőshangszerek
- Mel Collins: szaxofon, fuvola